# Friedrich von Adelung

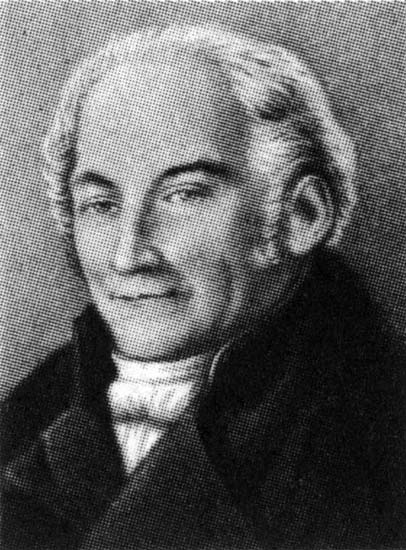
Friedrich von Adelung

Friedrich Georg von Adelung (russisch Фёдор Павлович Аделунг; * 25. Februar 1768 in Stettin; † 18. Januarjul. / 30. Januar 1843greg. in Sankt Petersburg) war ein deutsch-russischer Jurist und Sprachwissenschaftler.

## Leben
Friedrich Adelung wurde in Stettin als Sohn des preußischen Oberfeldapothekers Paulus Adelung geboren. Der Lexikograph Johann Christoph Adelung war sein Onkel. Friedrich Adelung besuchte das Ratslyzeum in Stettin und studierte von 1787 bis 1790 an der Universität Leipzig Jurisprudenz und Philosophie. Es folgten umfangreiche Reisen.
Ab 1793 wirkte er in verschiedenen Stellungen im Russischen Kaiserreich in Riga, Mitau und Sankt Petersburg. Unter anderem wurde er 1801 Direktor des Deutschen Theaters in St. Petersburg. 1803 wurde er Instruktor der Großfürsten Nikolaus und Michael.
Er veröffentlichte über ausländische Quellen zur Geschichte Russlands und über sprachwissenschaftliche Themen. 1809 wurde er korrespondierendes Mitglied der Russischen Akademie der Wissenschaften, 1838 wurde er Ehrenmitglied der Akademie. 1818 wurde er als assoziiertes Mitglied in die Königlich Niederländische Akademie der Wissenschaften (KNAW) aufgenommen. Von 1824 bis zu seinem Tod war er Direktor des Orientalischen Instituts. Er wurde in den russischen Adelsstand erhoben.

## Familie
Friedrich von Adelung war verheiratet mit Friederike Wilhelmine Rall (1778–1848), Tochter des aus Hessen stammenden russischen Generalmajors Friedrich Christian Rall (1737–1797). Aus der Ehe sind eine Tochter und vier Söhne hervorgegangen.
- Karl (1803–1829), russischer Gesandtschaftsrat in Teheran
- Friedrich (Theodor), russischer Artillerieoffizier
- Alexander († 1869), russischer Generalkonsul in Danzig
- Alexandrine (1802–1872), ⚭ Peter von Köppen (1793–1864), russischer Statistiker und Ethnograph
- Nikolaus (1809–1878), Sekretär von Olga von Württemberg

## Schriften
- Nachrichten von altdeutschen Gedichten, welche aus der Heidelbergischen Bibliothek in die Vatikanische gekommen sind. Königsberg 1796 (Digitalisat)
- Altdeutsche Gedichte in Rom, oder fortgesetzte Nachrichten von Heidelbergischen Handschriften in der Vatikanischen Bibliothek. Königsberg 1799 (Digitalisat)
- Entwurf einer statistischen Beschreibung des Kurländischen Gouvernements. St. Petersburg 1800 (Digitalisat)
- Pausilippe. St. Petersburg 1801 (Digitalisat)
- Nachricht von den Werken des Spanischen Exjesuiten Don Lorenzo Hervas über die Sprachen, in: Allgemeine geographische Ephemeriden, Bd. 8 (1801), S. 543–554 (Digitalisat)
- Des Titus Calpurnius Siculus ländliche Gedichte. St. Petersburg 1804 (Digitalisat)
- Rapports entre la langue Sanscrit et la langue Russe présentés à l'Académie Impériale Russe. St. Petersburg 1811 (Digitalisat)
  - (russ. Übs.): О сходствѣ Санскритскаго языка съ Русскимъ. St. Petersburg 1811 (Digitalisat)
- Catherinens der Grossen Verdienste um die vergleichende Sprachenkunde. St. Petersburg 1815 (Digitalisat)
- Nachträge zu dem ersten Theile des Mithridates, in: Mithridates oder allgemeine Sprachenkunde. Vierter Theil. Berlin 1817 (Digitalisat)
- (mit Johann Severin Vater:) Nachträge zum zweyten Bande des Mithridates, in: Mithridates oder allgemeine Sprachenkunde. Vierter Theil. Berlin 1817 (Digitalisat)
- Siegmund Freiherr von Herberstein. Mit besonderer Ruecksicht auf seine Reisen in Russland. St. Petersburg 1818 (Digitalisat, Digitalisat)
- Uebersicht aller bekannten Sprachen und ihrer Dialekte St. Petersburg 1820 (Digitalisat)
  - (ital. Übs.:) Prospetto nominativo di tutte le lingue note e dei loro dialetti. Milano 1824 (Digitalisat)
- Die Korssunschen Thüren in der Kathedralkirche zur heil. Sophia in Nowgorod. Berlin 1823 (Digitalisat)
  - (russ. Übs.:) Корсунскія врата, находящіяся въ Новогородскомъ Софійскомъ собориѣ. Moskau 1834 (Digitalisat)
- Augustin Freiherr von Meyerberg und seine Reise nach Russland. St. Petersburg 1827 (Digitalisat)
  - (russ. Übs.:) Баронъ Мейербергъ и путешествіе его по Россіи. St. Petersburg 1827 (Digitalisat)
- Versuch einer Literatur der Sanskrit-Sprache. St. Petersburg 1830 (Digitalisat), 2. Aufl. unter dem Titel Bibliotheca Sanscrita. Literatur der Sanskrit-Sprache. St. Petersburg 1837 (Digitalisat)
  - (engl. Übs.:) An historical sketch of Sanscrit literature, with copious bibliographical notices of Sanscrit works and translations. From the German of Adelung, with numerous additions and corrections. Oxford 1832 (Digitalisat)
- Über die älteren ausländischen Karten von Russland. St. Petersburg 1840 (Digitalisat)
- Kritisch-literärische Übersicht der Reisenden in Russland bis 1700, deren Berichte bekannt sind. 2 Bde., St. Petersburg/Leipzig 1846 (Digitalisat, beide Bde. zus.) – mit einem Porträt Adelungs im 1. Bd.